# Youssoupha Fall
Youssoupha Birima Fall (Dakar, 12 de enero de 1995) es un jugador de baloncesto senegalés con pasaporte francés que pertenece al F.C. Barcelona de la Liga Endesa de España. Con 2,21 metros de altura juega en la posición de pívot.

## Trayectoria profesional
Formado en la Seeds Academy de Senegal, en 2012 se marchó a Francia para jugar en la cantera del Le Mans Sarthe Basket. Debutó con el primer equipo en la temporada 2014-2015, donde jugó un partido de Eurochallenge. 
En la temporada 2015-2016 ya formó parte del primer equipo, jugando algunos minutos en la posición de pívot como suplente de Mouphtaou Yarou. Disputó 6 partidos en la Eurocup 2015-16 con un promedio de 0,3 puntos y 0,8 rebotes en 6,4 min de media.
En julio de 2018 fichó por el Saski Baskonia de la liga ACB por cuatro temporadas. No obstante, la primera de ellas en calidad de cedido al Strasbourg IG francés.
El 16 de agosto de 2021, firma por el ASVEL Lyon-Villeurbanne de la Ligue Nationale de Basket-ball.
El 31 de julio de 2024 el jugador senegalés ficha por el F.C. Barcelona, equipo que milita en la Liga ACB.

## Selección nacional
Participó con Senegal en el AfroBasket Sub-18 de 2012 celebrado en Mozambique, donde se colgó la medalla de oro.